# Véronique Carrion-Bastok
Véronique Carrion-Bastok est une femme politique française née le 19 février 1963 à Paris.

## Mandats
Députée de la Vingt et unième circonscription de Paris du 1er juin 1997 au 20 octobre 1999, elle démissionne pour laisser son siège à Michel Charzat.

## Décorations
- Chevalier de la Légion d'honneur, 14 juillet 2019[1].